# Julio Amador Bech
Julio Amador Bech es un artista, teórico, crítico de arte, investigador y docente.
Ha expuesto su obra de manera individual y participado en exposiciones colectivas desde 1983, experimentando con pintura, escultura y cerámica.

## Formación
Su formación académica incluye estudios de Licenciatura en Ciencias Políticas (1983, con la tesis: Los orígenes de la religión islámica en Irán), Maestría en Ciencias de la Comunicación (1966) por la Facultad de Ciencias Políticas y Sociales de la Universidad Autónoma de México y dos Doctorados: el primero en Antropología (2002) en la línea de Arte y Antropología y el segundo en Estudios Arqueológicos (2011) en la línea de Arqueología de la identidad por la Escuela Nacional de Antropología e Historia del INAH.
De 2002 a 2013 ingresa al Sistema Nacional de Investigadores del Consejo Nacional de Ciencia y Tecnología (CONACYT), como Investigador Nacional Nivel I. Su labor de investigación gira en torno a las áreas de Antropología Cultural y Antropología del Arte, Hermeneútica y Teoría de la Comunicación. Amador Bech ha publicado más de 40 capítulos en libros colectivos y artículos en revistas especializadas y ha escrito 4 libros: "Al filo del milenio, nihilismo, escepticismo y religiosidad" (1994); "Las raíces mitológicas del imaginario político" (2004); "El significado de la obra de arte, Conceptos básicos para la interpretación de las artes visuales (2008, con reimpresión en 2011) y "Cosmovisión y cultura, tradiciones míticas de los O'odham: su relación con el entorno natural y la vida social" (2012).
En 2012 desarrolló una investigación sobre el arte rupestre en el noroeste de Sonora, México y publicó el libro "Símbolos de la lluvia y la abundancia en el desierto de Sonora, Lineamientos hermenéuticos para la interpretación del arte rupestre y estudio de caso, presentado como tesis doctoral en Estudios Arqueológicos en la Escuela Nacional de Antropología e Historia del INAH, México.